# Tirupati
Tirupati je město v Ándhrapradéši, jednom ze svazových států Indie. K roku 2011 v něm žilo přibližně 374 tisíc obyvatel.
Město leží v oblasti Východního Ghátu přibližně devadesát kilometrů západně od pobřeží Bengálského zálivu.